# David R. Liu
David R. Liu   (Riverside, 12 de juny de 1973) és un biòleg molecular, bioquímic i químic orgànic estatunidenc. Actualment exerceix com a professor Thomas Dudley Cabot de Ciències Naturals a la Universitat Harvard i com a professor Richard Merkin al Broad Institute. És reconegut com a pioner en diverses tècniques d'enginyeria genètica, incloent-hi l’edició de bases, l’edició de primers i la síntesi orgànica guiada per ADN.
Nascut en una família taiwanesa-americana, Liu es va graduar el primer de la seva promoció a Harvard, on va estudiar química i biologia amb el premi Nobel Elias James Corey. Després de doctorar-se a la Universitat de Califòrnia, Berkeley, Liu va esdevenir professor a Harvard als 26 anys.
Liu és investigador principal a l'Institut Mèdic Howard Hughes i director de l'Institut Merkin de Tecnologies Transformatives en Salut del Broad Institute. Ha estat elegit membre de l'Acadèmia Nacional de Ciències, l'Acadèmia Nacional de Medicina i l'Associació Americana per a l'Avanç de la Ciència.

## Primers anys de vida i educació
Liu es va criar a Riverside, California el 12 de Juny de 1973, i va assistir a la Riverside Polytechnic High School, on es va graduar com a valedictorian de la classe el 1990. Mentre era a l'institut, va assistir a classes a la Universitat de Califòrnia, Riverside. Va guanyar el Simposi Júnior de Ciències i Humanitats de Califòrnia, el que li va permetre assistir a la cerimònia de lliurament del Premi Nobel de Química de 1990 a Estocolm.
Després de l'institut, Liu va ingressar a la Universitat Harvard, on va destacar acadèmicament i es va graduar summa cum laude el 1994 amb una llicenciatura en química, on hi quedà en primer lloc entre els 1.641 estudiants del Harvard College. Malgrat que originalment havia tingut la intenció d'estudiar física, Liu es va centrar en la química sintètica i la bioquímica després d'estudiar química amb els professors Stuart Schreiber, Gregory Verdine i Joseph Grabowski,. Més tard, Grabowski va recomanar a Liu  per a una plaça de recerca al laboratori del premi Nobel Elias James Corey per estudiar les ciclases d'oxidosqualé.
Com a estudiant de grau, Liu va treballar al laboratori de química sintètica de Corey i va ser elegit membre de Phi Beta Kappa. Va rebre el Premi Thomas T. Hoopes de Harvard de 1994 per una destacada tesi de llicenciatura titulada "Estudis sobre la 2,3-oxidosqualene ciclasa: un enfocament sintètic i biològic molecular" i va compartir el premi amb Corey, que va descriure la tesi com "absolutament perfecta" i "equivalent a una tesi doctoral". Liu també va guanyar el Premi Sophia Freund de Harvard per tenir la nota més alta.
Després de graduar-se a Harvard, Liu va rebre una beca de postgrau en Ciències i Enginyeria de la Defensa Nacional i una beca de l' Institut Mèdic Howard Hughes per cursar estudis de doctorat a la Universitat de Califòrnia, Berkeley. Durant el seu tercer any a Berkeley, va rebre la influència de Gerald Joyce per desenvolupar tècniques d'evolució de proteïnes. Va obtenir el doctorat a Berkeley en química orgànica el 1999 amb el químic Peter G. Schultz, amb la seva tesi titulada: "Expanding the scope of protein mutagenesis." (Ampliació de les possibilitats de modificació de proteïnes mitjançant mutagènesi)

## Carrera acadèmica
Mentre encara cursava el quart any d'estudis doctorals a Berkeley, Corey va convidar Liu a impartir un seminari a Harvard. Segons Nature, «els membres de la facultat de química van quedar tan impressionats que li van oferir una feina tan bon punt va obtenir el doctorat». Liu va ser nomenat professor assistent de química i biologia química a Harvard amb només 26 anys. El seu curs introductori a les ciències de la vida, que va començar el 2005, es va convertir en el curs de ciències naturals més important de Harvard.
El 2017 i el 2019, va ser nomenat entre els 10 investigadors del món per la revista Nature i entre els Pensadors Líders Globals per Foreign Policy. L'abril de 2019, Liu va oferir una xerrada TED sobre edició de bases. El 2019, l'edició de primers va ser nomenada un dels 10 articles destacats del 2019 per Nature i un dels principals avenços tècnics de The Scientist. El 2020, Liu va obtenir el premi David Perlman de l'American Chemical Society i el premi ACS Chemical Biology Lectureship de l'American Chemical Society, va ser elegit membre de l'Acadèmia Nacional de Ciències (NAS), de l'Acadèmia Nacional de Medicina (NAM) i va ser nomenat membre de l'Associació Americana per a l'Avanç de la Ciència (AAAS).

## Recerca
El grup de recerca de Liu va ser pioner en l'edició de bases, un nou mètode d'edició del genoma que permet la conversió directa i precisa d'una sola base en una altra base en el genoma de cèl·lules vives, sense fer trencaments de doble cadena d'ADN (DSB) que condueixen a barreges complexes d'insercions, delecions i reordenaments d'ADN. El grup de recerca de Liu també va ser pioner en l'edició genòmica principal, un mètode versàtil d'edició del genoma que pot instal·lar totes les conversions, insercions, delecions i combinacions base a base possibles en cèl·lules de mamífers sense necessitat de trencaments d'ADN de doble cadena ni plantilles d'ADN donant.
El laboratori de Liu també ha treballat en la síntesi amb plantilla d'ADN (DTS), generant alguns dels primers exemples de biblioteques codificades per ADN (DEL), que ara s'utilitzen habitualment en els esforços de descobriment de fàrmacs en el món acadèmic i en les companyies farmacèutiques. Ha publicat més de 275 publicacions revisades per experts i el seu índex H és ≥150 segons Google Scholar.

## Activitat comercial
Liu va cofundar Editas Medicine (edició del genoma amb nucleases CRISPR per a teràpies humanes), Pairwise Plants (edició del genoma per a l'agricultura), Beam Therapeutics (edició de bases dirigida a teràpies en humans), Exo Therapeutics (descobriment de nous fàrmacs micromoleculars), Resonance Medicine (solucions enzimàtiques en camps mèdics encara per resoldre) i nChroma Bio (noves tecnologies d'edició de gens i medicaments genòmics de base epigenètica).
L'any 2011 Liu va fundar Permeon Biologics  juntament amb Flagship Ventures per desenvolupar una classe de proteïnes que permetessin el transport de molècules grans com ara anticossos a les cèl·lules per facilitar el desenvolupament de teràpies "intracorporals". Aquesta va acabar cessar les seves operacions el 2015.
Liu també va fundar Ensemble Therapeutics l'any 2004, també amb l'ajuda financera de Flagship Ventures, per a introduir la recerca de Liu sobre macrocicles al sector comercial; l'empresa va recaptar uns 40 milions de dòlars i va establir diverses branques farmacèutiques. No obstant, va acabar tancant l'ant 2017 abans que cap dels seus productes principals arribés al mercat.

## Vida personal
Liu dóna la totalitat del seu salari als estudiants i investigadors del seu laboratori cada dia d'Acció de Gràcies.

Va conèixer la seva dona, Julie Liu, mentre cursava els estudis doctorals a la Universitat de Califòrnia, Berkeley.

## Publicacions seleccionades
- Gartner, ZJ; Liu, DR J. Am. Chem. Soc., 123, 28, 7-2001, pàg. 6961–3. Bibcode: 2001JAChS.123.6961G. DOI: 10.1021/ja015873n. PMC: 2820563. PMID: 11448217.
- Kanan, MW; Rozenman, MM; Sakurai, K; Snyder, TM; Liu, DR Nature, 431, 7008, 2004, pàg. 545–9. Bibcode: 2004Natur.431..545K. DOI: 10.1038/nature02920. PMC: 2814052. PMID: 15457254.
- Gartner, ZJ; Tse, BN; Grubina, R; Doyon, JB; Snyder, TM Science, 305, 5690, 9-2004, pàg. 1601–5. Bibcode: 2004Sci...305.1601G. DOI: 10.1126/science.1102629. PMC: 2814051. PMID: 15319493.
- Georghiou, G; Kleiner, RE; Pulkoski-Gross, M; Liu, DR; Seeliger, MA Nature Chemical Biology, 8, 4, 2012, pàg. 366–74. DOI: 10.1038/nchembio.792. PMC: 3307835. PMID: 22344177.
- Cronican, JJ; Thompson, DB; Beier, KT; McNaughton, BR; Cepko, CL ACS Chem. Biol., 5, 8, 2010, pàg. 747–52. DOI: 10.1021/cb1001153. PMC: 2924640. PMID: 20545362.
- Komor, AC; Kim, YB; Packer, MS; Zuris, JA; Liu, DR Nature, 533, 7603, 19-05-2016, pàg. 420–4. Bibcode: 2016Natur.533..420K. DOI: 10.1038/nature17946. PMC: 4873371. PMID: 27096365.
- Kim, YB; Komor, AC; Levy, JM; Packer, MS; Zhao, KT Nature Biotechnology, 35, 4, 4-2017, pàg. 371–376. DOI: 10.1038/nbt.3803. PMC: 5388574. PMID: 28191901.
- Gaudelli, NM; Komor, AC; Rees, HA; Packer, MS; Badran, AH Nature, 551, 7681, 23-11-2017, pàg. 464–471. Bibcode: 2017Natur.551..464G. DOI: 10.1038/nature24644. PMC: 5726555. PMID: 29160308.
- Lawrence, M. S.; Phillips, K. J.; Liu, D. R. J. Am. Chem. Soc., 129, 33, 2007, pàg. 10110–10112. DOI: 10.1021/ja071641y. PMC: 2820565. PMID: 17665911.
- McNaughton, B. R.; Cronican, J. J.; Liu, D. R. Proc. Natl. Acad. Sci. USA, 106, 15, 2009, pàg. 6111–6116. Bibcode: 2009PNAS..106.6111M. DOI: 10.1073/pnas.0807883106. PMC: 2659711. PMID: 19307578 [Consulta: free].
- Esvelt, K. M.; Carlson, J. C.; Liu, D. R. Nature, 472, 7344, 2011, pàg. 499–503. Bibcode: 2011Natur.472..499E. DOI: 10.1038/nature09929. PMC: 3084352. PMID: 21478873.
- Dickinson, B. C.; Leconte, A. M.; Allen, B.; Esvelt, K. M.; Liu, D. R. Proc. Natl. Acad. Sci. USA, 110, 22, 2013, pàg. 9007–9012. Bibcode: 2013PNAS..110.9007D. DOI: 10.1073/pnas.1220670110. PMC: 3670371. PMID: 23674678 [Consulta: free].
- Maianti, J. P.; McFedries, A.; Foda, Z. H.; Kleiner, R. E.; Du, X.-Q. Nature, 511, 7507, 2014, pàg. 94–98. Bibcode: 2014Natur.511...94M. DOI: 10.1038/nature13297. PMC: 4142213. PMID: 24847884.
- Zuris, J. A.; Thompson, D. B.; Shu, Y.; Guilinger, J. P.; Bessen, J. L. Nat. Biotechnol., 33, 1, 2015, pàg. 73–80. DOI: 10.1038/nbt.3081. PMC: 4289409. PMID: 25357182.
- Badran, A. H.; Guzov, V. M.; Huai, Q.; Kemp, M. M.; Vishwanath, P. Nature, 533, 7601, 2016, pàg. 58–63. DOI: 10.1038/nature17938. PMC: 4865400. PMID: 27120167.
- Gao, X.; Lamas, V.; Huang, M.; Yeh, W.-H.; Pan, B. Nature, 553, 7687, 2018, pàg. 217–221. Bibcode: 2018Natur.553..217G. DOI: 10.1038/nature25164. PMC: 5784267. PMID: 29258297.
- Tang, W; Liu, D.R. Science, 360, 6385, 2018, pàg. eaap8992. DOI: 10.1126/science.aap8992. PMC: 5898985. PMID: 29449507.
- Hu, J. H.; Miller, S. M.; Geurts, M. H.; Tang, W.; Chen, L. Nature, 556, 7699, 2018, pàg. 57–63. Bibcode: 2018Natur.556...57H. DOI: 10.1038/nature26155. PMC: 5951633. PMID: 29512652.
- Maianti, J. P.; McFedries, A.; Foda, Z. H.; Kleiner, R. E.; Du, X.-Q.; Leissring, M. A.; Tang, W.-J.; Charron, M. J.; Seeliger, M. A.; Saghatelian, A.; Liu, D. R. Nature 511, 94-98 (2014). “Anti-Diabetic Activity of Insulin-Degrading Enzyme Inhibitors Mediated by Multiple Hormones” PMC4142213
- Anzalone, A.V.; Randolph, P.B.; Davis, J.R.; Sousa, A.A.; Koblan, L.W.; Levy, J.M.; Chen, P.J.; Wilson, C.; Newby, G.A.; Raguram, A.; Liu, D.R. Nature, 576, 149–157 (2019). “Search-and-replace genome editing without double-strand breaks or donor DNA.”  PMCID: PMC6907074
- Mok, B. Y; de Moraes, M. H; Zeng, J; Bosch, D. E; Kotrys, A. V; Raguram, A.; Hsu, F; Radey, M.C; Broko Peterson, B; Mootha, V.K; Mougous, J.D;  Liu, D. R. Nature. available online (2020). "An interbacterial cytidine deaminase toxin enables mitochondrial base editing." PMCID: PMC7381381